# Horloger
 (avril 2024).
Si vous disposez d'ouvrages ou d'articles de référence ou si vous connaissez des sites web de qualité traitant du thème abordé ici, merci de compléter l'article en donnant les références utiles à sa vérifiabilité et en les liant à la section « Notes et références ».
Un horloger est un artisan qui fabrique, vend ou répare des objets issus de l'horlogerie (montres, pendules, horloges, etc.). Aujourd'hui[Quand ?], le métier d'horloger s'exerce presque exclusivement dans un contexte industriel.
Il s'agit d'un métier qui nécessite des aptitudes dans divers domaines : microtechnique, électronique, informatique (outils de conception, conception assistée par ordinateur), et marketing (vente). L'horloger peut se spécialiser dans un ou plusieurs de ces domaines avec des options selon la formation.

## Histoire
Selon les annales d'Éginhard, les premiers horlogers apparaissent en Orient au IXe siècle[réf. nécessaire]. Ce sont les premiers à créer des machines mécaniques, capables de marquer l'heure, associées à des sonneries et des personnages. Charlemagne reçut les ambassadeurs d'Aroun-al-Raschid qui lui firent don d'une horloge faite de telle sorte que douze hommes armés sortaient de douze fenêtres différentes et qu'elle laissait tomber des poids sur des cymbales à chaque heure. On peut la voir encore depuis à Strasbourg ou à Besançon. Toutefois, l'honneur de cette invention est généralement décerné au moine Gerbert d'Aurillac plus connu sous le nom du pape Sylvestre II. En effet, il a su perfectionner des horloges mécaniques articulées et réglées qui sauront remplacer les clepsydres et les horloges à eau.
L'horlogerie connaît son essor grâce à la création des pendules, grâce à Galilée et son étude sur les systèmes oscillants qui composent tout pendule. De plus, la création du ressort à spirale par Huygens en 1675, a permis aux horlogers d'atteindre leur apogée. Ce système implique la création des « micro pendules », qui seront appelées : la montre.
Durant cette période, les horlogers font travailler leur imagination pour améliorer ces objets, les embellir et en faire commerce. De nos jours[Quand ?], l'horlogerie ne représente plus qu'un segment du marché (généralement haut de gamme), les montres mécaniques ont fait place aux montres digitales.

## Caractéristiques

### Apprentissage
L'étude ethnographique de l'apprentissage horloger, principalement menée dans les écoles professionnelles, révèle des tactiques pédagogiques novatrices visant à cultiver un « sens mécanique » chez les apprentis. Contrairement à une approche purement démonstrative, les formateurs adoptent des méthodes qui suscitent délibérément une certaine perplexité ou une opacité temporaire, incitant ainsi les élèves à développer leur capacité à résoudre des problèmes de manière autonome. Certaines connaissances sont provisoirement dissimulées ou non révélées, afin de stimuler l'observation et d'encourager les apprentis à explorer des solutions par d'autres moyens. Cette approche vise à favoriser l'autonomie professionnelle en cultivant chez les apprentis une « contrainte à la démerde », les incitant à devenir proactifs dans la résolution des défis techniques.
Pour surmonter ces obstacles, les apprentis explorent une variété de ressources, allant de la documentation technique aux échanges informels entre pairs. Cette culture d'apprentissage informel est cruciale pour les apprentis, qui apprennent ainsi à optimiser leurs propres ressources et à ne solliciter l'aide des formateurs qu'en dernier recours.
Ces pratiques remettent en question les distinctions traditionnelles entre les méthodes pédagogiques transparentes et explicites de l'école et les rituels secrets de l'initiation professionnelle. Elles démontrent que ces deux approches peuvent coexister harmonieusement dans le contexte de la formation horlogère. En fin de compte, la transmission des savoirs horlogers se réalise souvent à travers des pratiques de voilement, où les compétences sont acquises dans ce qui n'est pas immédiatement révélé, stimulant ainsi le développement d'une expertise autonome chez les apprentis.

### Visibilité comme moyen de valorisation
Dans l'industrie horlogère suisse, la notion de visibilité dépasse largement celle d'une simple qualité passive de ce qui est vu ; elle représente plutôt un processus dynamique qui façonne le regard professionnel à travers un ensemble complexe de facteurs socio-historiques. Les horlogers sont confrontés à des défis visuels uniques, résultant à la fois des caractéristiques matérielles de leur travail et d'une longue tradition de secret qui enveloppe l'industrie.
Les gestes minutieux exécutés sur des pièces minuscules et la complexité des assemblages rendent souvent le travail horloger difficile à appréhender visuellement. Parallèlement, l'industrie horlogère suisse est imprégnée d'une « tradition du secret » caractérisée par des pratiques telles que la dissimulation et la confidentialité. Cette culture du secret, bien qu'énigmatique, contribue à renforcer l'exclusivité et la valeur des produits horlogers suisses. Cependant, selon les horlogers eux-mêmes, il n'existe pas de lien direct et logique entre les aspects techniques du métier et la culture du secret. Au contraire, il existe une forme de symbiose sociotechnique qui renforce la difficulté à rendre visible le travail horloger tout en préservant la tradition du secret. Cette culture renforce le sentiment de prestige et d'exclusivité, attirant continuellement de nouveaux apprentis vers le domaine horloger. 

## Formation

### Belgique

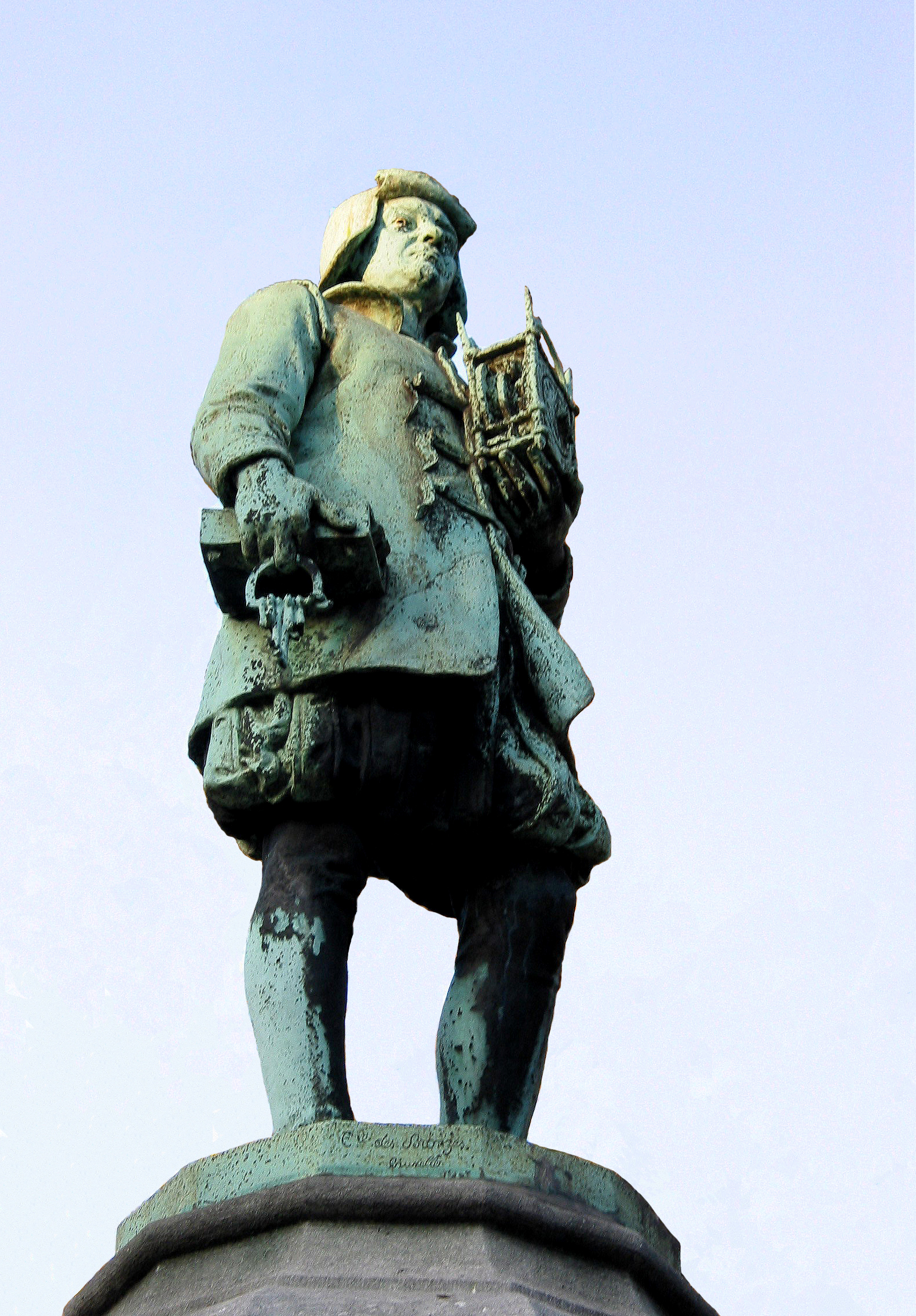
Statue de l'horloger-serrurier de Jean Cuypers (XIXe siècle), à Bruxelles.

Institut d'enseignement des arts techniques sciences et artisanat - i.a.t.a.

### Canada
Au Canada, la seule formation en horlogerie disponible est donnée au niveau professionnel à Trois-Rivières, Québec.

### France
L'ancienne école d'horlogerie de Besançon est maintenant tournée vers les microtechniques.
Mais le Doubs et la France possèdent de nombreuses écoles horlogères :
- Lycée Diderot de Paris ;
- le lycée Edgar-Faure de Morteau ;
- Afpa de Besançon ;
- École Charles-Édouard Guillaume de Fougères ;
- Lycée Marcel-Dassault de Mérignac ;
- Lycée Les Savarières de Saint-Sébastien-sur-Loire, près de Nantes ;
- Lycée Léonard de Vinci de Marseille ;
- Lycée Jean-Jaurès de Rennes ;
- Lycée des métiers d'art et de la mécanique de précision Pasteur de Nice ;
- CFA de la chambre de métiers de l'Indre-et-Loire de Joué-lès-Tours ;
- L'École d'Horlogerie d'Anet a Dreux de 1870 a 1986. C’était la seule École Française de Pendulerie[réf. nécessaire].

### Suisse
En Suisse, un apprentissage permet de devenir horloger. La formation peut avoir lieu en entreprise ou dans des écoles spécialisées. La Convention patronale de l'industrie horlogère suisse mentionne le métier d'horloger (rhabillage, industrie) et d'opérateur en horlogerie (assemblage, posage, réglage). D'autres métiers sont liés à l'habillage : cadranographe, électroplaste, polisseur, termineur en habillage horloger.
Divers centres de formation existent en Suisse :
- École technique de la vallée de Joux ;
- École d'horlogerie et de mécanique de Saint-Imier ;
- CEFF - Centre de formation professionnelle Berne francophone ;
- CEJEF - Division technique ;
- CFP Biel-Bienne ;
- CFPT - École d'horlogerie ;
- CIFOM - Centre intercommunal de formation des montagnes neuchâteloises ;
- ETVJ - École technique de la Vallée de Joux ;
- Zeitzentrum Uhrmacherschule.

Depuis peu[Quand ?], une formation spécialisée de vendeur en horlogerie a aussi été mise en place.

## Emploi

### Suisse
Historiquement, l'industrie horlogère suisse s'est développée d'abord à Genève, puis dans le Jura (en particulier dans les Montagnes neuchâteloises : Le Locle et La Chaux-de-Fonds), et dans la région de Bienne. Après un sévère recul provoqué par la crise du quartz dans les années 1970 et 1980, l'horlogerie connaît un fort renouveau, accompagné par un boum de l'emploi horloger. La firme Rolex a ainsi été le plus gros employeur du canton de Genève en 2007. Parmi les vingt-cinq plus gros employeurs du canton, on trouve plusieurs autres firmes horlogères prestigieuses : Patek Philippe, Chopard et Richemont.
De nombreuses firmes horlogères consentent de très gros investissements pour améliorer les capacités de leurs outils de productions (Swatch Group et Rolex à Bienne, Jaeger-LeCoultre au Sentier par exemple). À Genève, la petite commune limitrophe de Plan-les-Ouates a connu de très nombreuses implantations d'entreprises de la branche et est devenue en quelques années une nouvelle capitale horlogère.

## Philosophie
Cette idée sera reprise par la suite, par exemple dans un célèbre distique par Voltaire : 

« L'univers m'embarrasse, et je ne puis songer
Que cette horloge existe et n'ait point d'horloger. »

— Voltaire, Les Cabales, 1772